# Kamikaze (mangá)
Kamikaze (神・風, Kami Kaze) é uma série de mangá escrita e ilustrada por Satoshi Shiki, publicada na revista Afternoon da editora Kodansha de 1998 até 2003. A obra ainda não foi publicada nos países lusófonos.
Em 26 de dezembro de 2003, um CD drama duplo baseado no mangá foi lançado no Japão. Nos Estados Unidos, uma tradução de todos os sete volumes do mangá foi lançada pela editora Tokyopop entre Fevereiro de 2006 e fevereiro de 2008.

## Enredo
Há mil anos, 88 bestas surgiram na Terra, atacando a humanidade. Cinco guerreiros elementais, os membros puros das tribos místicas de Matsurowanu Kegai no Tami (化外の民) confrontaram tais bestas. No momento em que foram seladas na prisão dimensional, amaldiçoaram os guerreiros do Céu, Vento e Fogo, desta forma, seus descendentes serão levados a libertar as bestas, concedendo aos demônios outra chance de destruir a humanidade.
Atualmente, os descendentes amaldiçoados rebelam-se contra os guerreiros da Terra e Água e buscam os portões da prisão dimensional que mantêm as 88 bestas presas. Nesta história Mikogami Misao, a "Donzela da Àgua", o qual o sangue pode abrir a prisão que guarda as lendárias 88 Bestas, e Ishigami Kamuro, o Guerreiro da Terra.

## Personagens
Descendentes dos Kegai no Tami
- Mikogami Misao (御子神 みさお): Misao é uma órfã que vive num convento. Ela é a "Donzela da Àgua", cujo sangue pode trazer de volta as 88 bestas que que foram banidas há mil anos. Por causa disso, ela é procurada pelos cinco de Shiranami. Misao quer ser amiga de "Sakurai" (Aiguma), que todos acreditam ser assustadora e psicótica. Misao é tímida, ingênua. Mas quando Ishigami aparece pedindo sua ajuda para parar a ressurreição das 88 Bestas, pela primeira vez Misao fala por si mesma, e isso a dá um novo sentido de confiança e força interior que ela manteve guardada. Além disso, este "verdadeiro eu", Misao, a Menina da Água, parece ter despertado como resultado da força recém-descoberta, e ela não hesitará em liberar sua fúria sobre aqueles que atravessarem seu caminho. Dubladora: Satsuki Yukino (Drama CD).
- Mikogami Sae: O líder da tribo Mizu No Tami e avó de Misao. Ela explica a Misao sobre o conflito iminente entre as tribos Kegai No Tami a partir da ressureição das 88 Bestas, e que ela é a única que restou com as capacidade de Mizu, portanto ela se tornará a líder da tribo.
- Ishigami Kamuro (石神 カムロ): O Homem da Terra, um guerreiro misterioso que faz parte dos Kegai no Tami. Ele nasceu com uma pedra em sua mão, que ele diz ajudá-lo a aumentar seus instintos de combate, enquanto ele está fechando seus olhos. Ele também diz que ainda não encontrou um adversário que pode ultrapassar os seus instintos, mas depois descobre este adversário na forma de Higa-sama. Depois Ishigami dá a pedra a Misao, como uma lembrança da promessa dela de lutar ao seu lado. Ishigami empunha a lendária Kamikaze, uma katana passada através de gerações na tribo da Terra. Dublador: Akira Ishida (Drama CD).
- Ishigami Daidara: O líder anterior dos Chi (terra) e avô de Kamuro. Depois dos Cinco de Shiranami saquearem o vilarejo de Chi e aniquilarem seus habitantes, Daidara pede para Kamuro matá-lo para que ele possa se tornar mais forte para parar os rivais Kegai No Tami que querem reviver as Bestas.
- Aida: Um estudante e um das poucos Chi No Tami que restaram. Ele surge como um caçador de Kegai No Tami, Perseguindo e executando qualquer um dos guerreiros do Fogo e Vento.
- Higa (比嘉): O Homem do Fogo e um dos descendentes amaldiçoados do Kegai No Tami empenhados em libertar as 88 Bestas. Ele é frio e orgulhoso de seu poder no inicio, mas no Volume 5 ele é libertado do feitiço das bestas e se une a Kamuro e Misao no objetivo de impedir a conquista do mundo pelas Bestas.  Ele também é o pai de Zen, um jovem que é a chave para salvar o mundo. Dublador: Toshihiko Seki (Drama CD)
- Kaede (かえで): A Dama do Vento e esposa de Higa. Ela tem poderes sobre o vento, e é obstinada em seu dever de proteger seu clã como a líder dos Kaze No Tami, e irá passar por cima de tudo para fazê-lo. Depois de dar seu sangue ao Torii do Vento ela se torna mais doce e finalmente percebe seu erro em reviver as 88 Bestas. Dubladora: Ai Orikasa (Drama CD).
- Zen: O filho de Higa e Kaede, ele representa a força positiva em oposição a energia negativa de Kayano.  Suas habilidades são parecidas com as de Kayano também.
- Kayano: O líder do Utsuho no Tami. Ele dissolveu o feitiço hipnótico colocado sobre os clãs do Céu, Fogo e Vento que desencadeou o inicio da ressurreição das 88 bestas.

Os Três de Amatsu
Os Três de Amatsu são guerreiros subordinados a Higa ou Kaede.  Eles também fazem parte dos clãs Kegai No Tami.
- Aiguma (藍隈): Conhecida como "Sakurai" por seus colegas. Ela trabalha diretamente subordinada a Kaede, passa metade do tempo com medo de sua senhora , provavelmente devido a atração sexual que Kaede tem por ela. Sempre que Aiguma falha em uma missão, Kaede a pune forçando Aiguma dormir com ela.
- Kaenguma (火焔隈): Um jovem arrogante que tem a habilidade de controlar o fogo. Dublador: Katsuyuki Konishi (Drama CD)

Beniguma (紅隈)Uma estudante com poder sobre os animais. Ele diz que mata porque desta forma haveria menos humanos para machucar os animais. Ela é abandonada por seu grupo depois de uma luta na escola que a deixou seriamente machucada. Beniguma tem um cão, Lancelot, que também é um assassino perigoso como ela. Dubladora: Ryo Hirohashi (Drama CD).
- Oba: Uma mulher de meia idade que administra o grupo. Ela não tem poderes, mas é forte e cruel, e carrega um rifle. Ela a figura materna do grupo.

Os Cinco de Shiranami
Os cinco de Shiranami são guerreiros sobrenaturais, também fazem parte do Kegai No Tami, com poderes demoníacos resultantes de uma alteração genética com as células das 88 bestas. Eles são capangas de Higa.
- Rihei: Um Louco com braços eletrônico (que podem cortar uma cabeça tão facilmente como uma espada) com balas de fogo e bombas. Ele geralmente usa óculos ou uma máscara, provavelmente para esconder o rosto hediondo.
- Rikimaru:Um gigante deformado que fala pouco, e o mais esperto dos Cinco. Sua fé nas 88 bestas some quando vê a sua verdadeira natureza maligna.
- Kikunosuke: Ele é o Autoproclamado "Divindade Punk da Fortuna". Kikunosuke nasceu com uma mão em forma de lamina e por causa disso foi rejeitado no nascimento por seus pais adotivos, daí o seu ódio por humanos.
- Jyuzo: Um homem com capacidade de esticar partes de seu corpo em proporções incomuns. Ele também pode fundir-se com os corpos das Bestas e controlá-los à sua vontade.

## Áudio Drama
Um Drama CD Kamikaze (ABCA-5030) foi lançado em 26 de Dezembro de 2003.